# Astralis
Astralis (amtlich: Astralis Esport ApS) ist eine dänische E-Sport-Organisation, welche in Counter-Strike: Global Offensive, League of Legends und EA SPORTS FIFA aktiv ist. Sie wurde im Januar 2016 durch das von Nikolaj Nyholm and Jakob Lund Kristensen geführte Unternehmen RFRSH Entertainment gegründet. An der Gründung beteiligt waren zudem die fünf ursprünglichen CS:GO-Spieler, die zu Teilhabern von Astralis wurden, sowie ihr damaliger Agent und Manager, Frederik Byskov.
Mit Halbfinaleinzügen auf der DreamHack Leipzig 2016 und auf der World Championship der ESL Intel Extreme Masters feierte Astralis erste Erfolge. Der Dezember 2016 war für Astralis der erfolgreichste Monat im Gründungsjahr, damals gewann das Team die Esports Championship Series Season 2 und zog ins Finale der Eleague Season 2 ein.
Ein Jahr nach Gründung gewann Astralis mit dem Eleague Major: Atlanta 2017 als erstes dänisches Team ein Major-Turnier samt 500.000 US-Dollar Siegerpreisgeld.
Nach weiteren Siegen beim FACEIT Major London 2018, beim IEM Katowice Major 2019 und dem StarLadder Berlin Major 2019 und somit insgesamt vier Major-Titeln, gilt Astralis (Stand November 2021) als erfolgreichstes CS:GO-Team der Geschichte.
Seit Sommer 2021 verfügt die Organisation über ein Team im Spiel Rainbow Six Siege.
Mit vier gewonnenen Major-Turnieren ist Astralis die erfolgreichste Organisation in der Disziplin Counter-Strike: Global Offensive.

## Aktuelles Lineup
- Nicolai „device“ Reedtz (seit Okt. 2022)
- Victor „Staehr“ Staehr (seit Jun. 2023)
- Martin „stavn“ Lund (seit Nov. 2023)
- Rasmus „HooXi“ Nielsen (seit Jun. 2025)
- Jakob „jabbi“ Nygaard (seit Nov. 2023)
- Casper „cadiaN“ Møller (seit Sep. 2024, inaktiv)
- Casper „ruggah“ Due (seit Mär. 2024, Coach)

(Quelle: )

## Ehemalige Spieler
- Finn „Karrigan“ Andersen (Jan. 2016 – Okt. 2016)
- Peter „dupreeh“ Rasmussen (Jan. 2016 – Dez. 2021)
- Markus „Kjaerbye“ Kjærbye (Mai 2016 – Feb. 2018)
- Emil „Magisk“ Reif (Feb. 2018 – Dez. 2021)
- Lucas „Bubzkji“ Andersen (Jul. 2020 – Dez. 2021)
- Kristian „k0nfig“ Wienecke (Nov. 2021 – Okt. 2022)
- Danny „zonic“ Sørensen (Jan. 2016 – Dez. 2021, Coach)
- Alexander „ave“ Holdt (Nov. 2021 – Okt. 2022, Coach)
- Lukas „gla1ve“ Rossander (Okt. 2016 – Nov. 2023)
- Andreas „Xyp9x“ Højsleth (Jan. 2016 – Mär. 2024)
- Benjamin „blameF“ Bremer (Nov. 2021 – Mai 2024)

## Erfolge
| Datum                            | Platz                            | Turnier                                          | Preisgeld                        |
| Counter Strike: Global Offensive | Counter Strike: Global Offensive | Counter Strike: Global Offensive                 | Counter Strike: Global Offensive |
| -------------------------------- | -------------------------------- | ------------------------------------------------ | -------------------------------- |
| Jan. 2016                        | 3. – 4.                          | DreamHack Leipzig 2016                           | 010.000 $                        |
| Feb. 2016                        | 3.                               | Game Show Global eSports Cup Season 1            | 030.000 $                        |
| Feb. 2016                        | 2.                               | ESL Expo Barcelona CS:GO Invitational            | 016.000 €                        |
| März 2016                        | 3. – 4.                          | IEM X – World Championship                       | 025.000 $                        |
| März 2016                        | 2.                               | Counter Pit League Season 2                      | 019.200 $                        |
| Apr. 2016                        | 3. – 4.                          | MLG Major Championship: Columbus 2016            | 070.000 $                        |
| Juni 2016                        | 3. – 4.                          | DreamHack Summer 2016                            | 010.000 $                        |
| Juli 2016                        | 5. – 8.                          | ESL One Cologne 2016                             | 035.000 $                        |
| Juli 2016                        | 5. – 8.                          | Eleague Season 1                                 | 050.000 $                        |
| Sep. 2016                        | 5. – 8.                          | Star Ladder i-League StarSeries Season 2         | 010.000 $                        |
| Nov. 2016                        | 3. – 4.                          | IEM Oakland 2016                                 | 029.000 $                        |
| Dez. 2016                        | 2.                               | Eleague Season 2                                 | 140.000 $                        |
| Dez. 2016                        | 1.                               | ECS Season 2 Finals                              | 250.000 $                        |
| Jan. 2017                        | 1.                               | Eleague Major: Atlanta 2017                      | 500.000 $                        |
| Feb. 2017                        | 3. – 4.                          | DreamHack Masters Las Vegas 2017                 | 025.000 $                        |
| März 2017                        | 1.                               | IEM XI – World Championship                      | 104.000 $                        |
| April 2017                       | 2.                               | StarLadder i-League StarSeries Season 3          | 050.000 $                        |
| Mai 2017                         | 3. – 4.                          | IEM XII – Sydney                                 | 020.000 $                        |
| Juni 2017                        | 1.                               | Eleague Clash for Cash: The Rematch              | 250.000 $                        |
| Juni 2017                        | 3. – 4.                          | ECS Season 3 Finals                              | 065.000 $                        |
| Juli 2017                        | 3. – 4.                          | PGL Major: Kraków 2017                           | 070.000 $                        |
| Okt. 2017                        | 2.                               | Eleague CS:GO Premier 2017                       | 150.000 $                        |
| Nov. 2017                        | 4.                               | Epicenter 2017                                   | 120.000 $                        |
| Nov. 2017                        | 2.                               | BLAST Pro Series: Copenhagen 2017                | 50.000 $                         |
| Jan. 2018                        | 12. – 14.                        | Eleague Major: Boston 2018                       | 8.750 $                          |
| März 2018                        | 3. – 4.                          | IEM XII – Katowice 2018                          | 43.000 $                         |
| April 2018                       | 1.                               | DreamHack Masters Marseille 2018                 | 100.000 $                        |
| Mai 2018                         | 2.                               | IEM Season XIII – Sydney                         | 42.000 $                         |
| Mai 2018                         | 1.                               | ESL Pro League Season 7 – Finals                 | 250.000 $                        |
| Juni 2018                        | 1.                               | Esports Championship Series Season 5 – Finals    | 250.000 $                        |
| Juli 2018                        | 3. – 4.                          | ESL One Cologne 2018                             | 22.000 $                         |
| Juli 2018                        | 1.                               | ELEAGUE CS:GO Premier 2018                       | 500.000 $                        |
| Sep. 2018                        | 2.                               | DreamHack Masters Stockholm 2018                 | 50.000 $                         |
| Sep. 2018                        | 1.                               | FACEIT Major: London 2018                        | 500.000 $                        |
| Sep. 2018                        | 1.                               | Blast Pro Series: Istanbul 2018                  | 125.000 $                        |
| Nov. 2018                        | 3.                               | Blast Pro Series: Copenhagen 2018                | 25.000 $                         |
| Nov. 2018                        | 1.                               | IEM Season XIII – Chicago                        | 100.000 $                        |
| Nov. 2018                        | 1.                               | Esports Championship Series Season 6 – Finals    | 250.000 $                        |
| Dez. 2018                        | 1.                               | ESL Pro League Season 8 – Finals                 | 250.000 $                        |
| Dez. 2018                        | 1.                               | Intel Grand Slam Season 1                        | 1.000.000 $                      |
| Dez. 2018                        | 1.                               | Blast Pro Series: Lisbon 2018                    | 125.000 $                        |
| Jan. 2019                        | 2.                               | iBUYPOWER Masters IV                             | 40.000 $                         |
| März 2019                        | 1.                               | IEM Season XIII – Katowice Major 2019            | 500.000 $                        |
| Sep. 2019                        | 1.                               | StarLadder Berlin Major 2019                     | 500.000 $                        |
| Nov. 2019                        | 1.                               | IEM Beijing 2019                                 | 125.000 $                        |
| Dez. 2019                        | 1.                               | Esports Championship Series Season #8            | 225.000 $                        |
| Dez. 2019                        | 3. – 4.                          | ESL Pro League Season 10: Finals                 | 40.000 $                         |
| Dez. 2019                        | 1.                               | Blast Pro Series Global Final 2019               | 350.000 $                        |
| Feb. 2020                        | 13. – 16.                        | Blast Premier: Spring Season 2020 Regular Season | 5.000 $                          |
| Feb. 2020                        | 3. – 4.                          | Intel Extreme Masters XIV – World Championship   | 40.000 $                         |
| April 2020                       | 3.                               | ESL Pro League Season 11: Europe                 | 53.000 $                         |
| Mai 2020                         | 1.                               | ESL One: Road to Rio – Europe                    | 33.000 $                         |
| Juni 2020                        | 7. – 8.                          | ESL One: Road to Rio – Europe                    | 10.000 $                         |
| Juni 2020                        | 9. – 12.                         | DreamHack Masters Spring 2020: Europe            | 3.000 $                          |
| Aug. 2020                        | 5. – 8.                          | ESL One: Cologne 2020 Online – Europe            | 11.500 $                         |
| Dez. 2020                        | 1.                               | IEM Global Challenge 2020                        | 200.000 $                        |
| Jan. 2021                        | 2.                               | Blast Premier: Global Final 2020                 | 164.280 €                        |
| Nov. 2021                        | 3.                               | Blast Premier: Fall Finals 2021                  | 40.000 $                         |
| Jul. 2022                        | 3. – 4.                          | Roobet Cup                                       | 15.000 $                         |
| Jul. 2022                        | 3. – 4.                          | IEM Cologne 2022                                 | 80.000 $                         |